# Carneiola zealandica
Carneiola zealandica är en skalbaggsart som beskrevs av S. Endrödi 1974. Carneiola zealandica ingår i släktet Carneiola och familjen Dynastidae. Inga underarter finns listade.